# هسته پرتوزا
هسته پرتوزا یا هسته رادیوژنیک(به انگلیسی: Radiogenic nuclide) به هسته اتم حاصل شده از واپاشی هسته سنگین تر گفته می‌شود که ممکن از به خودی خود پایدار بوده یا پرتوزا باشد.